# Tram-train Strasbourg - Bruche - Piémont des Vosges
Le tram-train Strasbourg - Bruche - Piémont des Vosges est un projet abandonné de ligne de tram-train qui devait relier l'hypercentre de Strasbourg à la vallée de la Bruche et le piémont des Vosges, en desservant notamment l'aéroport de Strasbourg-Entzheim et la commune de Molsheim. D'une longueur d'environ 40 kilomètres, la ligne de tram-train aurait utilisé les infrastructures du réseau ferré national et du tramway de Strasbourg. Sa fréquentation quotidienne était estimée à 30 000 voyageurs.
Depuis 2013, le projet n'est plus à l'ordre du jour de par les coûts importants du tunnel permettant l'interconnexion entre le réseau urbain et ferroviaire. En 2017, la filiale commune créée entre la SNCF et la CTS afin de porter ce projet est dissoute.

## Le projet

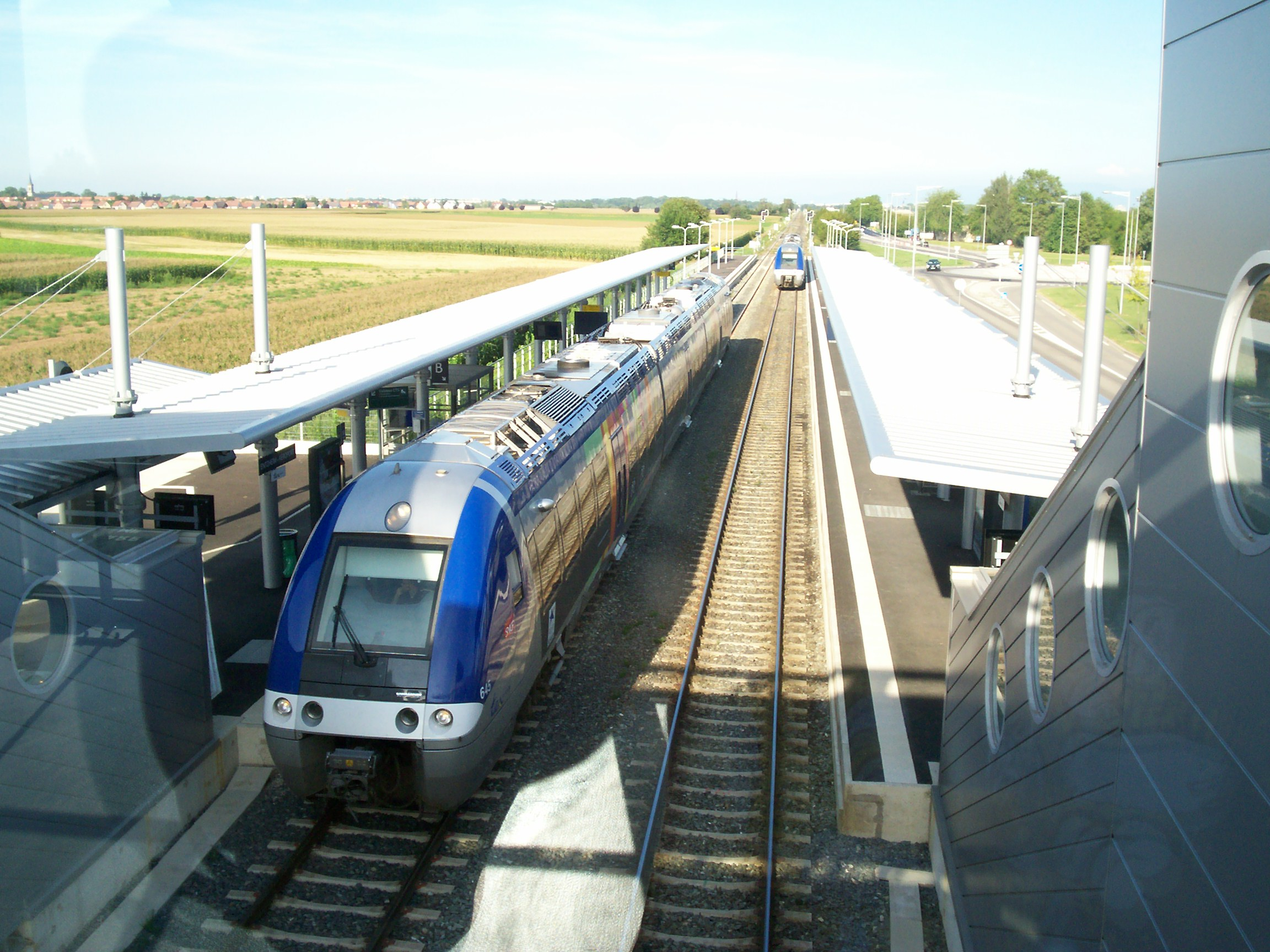
À l'horizon 2018, il était prévu que seul le tram-train desserve Entzheim-Aéroport.

Afin d'accompagner le développement du Piémont des Vosges et de la vallée de la Bruche ainsi que de lutter contre la saturation des voies d'accès à l'agglomération strasbourgeoise aux heures de pointe, les collectivités souhaitaient réaliser une ligne de tram-train régionale.
L'exploitation prévoyait l'arrêt du tram-train dans 24 gares périurbaines et 15 stations dans Strasbourg
Il était prévu d'utiliser les lignes de Strasbourg-Ville à Saint-Dié et de Sélestat à Molsheim ainsi que les voies du réseau de tramway de la CTS.
Le financement des 300 000 000 € (valeur 2012) nécessaires n'ayant pu être réalisé, Jacques Bigot (CUS) annonce l'abandon du projet en juin 2013. La Société d’intermodalité du bassin strasbourgeois (filiale commune SNCF-CTS) est dissoute en 2017.

### Raisons de l'abandon
Le document « Schéma directeur des transports collectifs 2025 » mentionne, au sujet du tram-train : « même en cas de réalisation du tunnel sous la gare, l’insertion d’une ligne à 6 minutes de fréquence sur la partie centrale de la ligne F (tronçon « Vieux marché aux vins » - République) n’est possible que sous réserve de trouver des solutions pour désaturer le nœud Homme de Fer ».
La raison principale avancée reste le coût de la seconde phase du projet par rapport aux bénéfices engendrés. En effet, les collectivités locales ont jugé que l'électrification, l'achat de matériel spécifique ainsi que la réalisation du tunnel sous la gare ne provoqueraient pas forcément de gains significatifs dans la qualité de service.

## Liste des gares et stations
La ligne de Tram-train Strasbourg - Bruche - Piémont des Vosges aurait desservi 39 gares et stations.
|  |   |   |   |  | Stations                 | Mode  | Communes desservies | Correspondances,                               |
|  | - | - | - |  | ------------------------ | ----- | ------------------- | ---------------------------------------------- |
|  | • |   |   |  | Barr                     | Train | Barr                | TER Grand Est                                  |
|  | • |   |   |  | Barr Lycée               | Train | Barr                |                                                |
|  | • |   |   |  | Gertwiller               | Train | Gertwiller          |                                                |
|  | • |   |   |  | Goxwiller                | Train | Goxwiller           |                                                |
|  | • |   |   |  | Obernai Sud              | Train | Obernai             |                                                |
|  | • |   |   |  | Obernai                  | Train | Obernai             | TER Grand Est                                  |
|  | • |   |   |  | Obernai Europe           | Train | Obernai             |                                                |
|  | • |   |   |  | Obernai ZI               | Train | Obernai             |                                                |
|  | • |   |   |  | Bischoffsheim            | Train | Bischoffsheim       |                                                |
|  | • |   |   |  | Rosheim                  | Train | Rosheim             |                                                |
|  | • |   |   |  | Dorlisheim               | Train | Dorlisheim          |                                                |
|  |   |   | • |  | Gresswiller              | Train | Gresswiller         | TER Grand Est                                  |
|  |   |   | • |  | Mutzig                   | Train | Mutzig              | TER Grand Est                                  |
|  |   |   | • |  | Molsheim Bruche          | Train | Molsheim            |                                                |
|  | • | • | • |  | Molsheim                 | Train | Molsheim            | TER Grand Est                                  |
|  |   | • |   |  | Molsheim Est             | Train | Molsheim            |                                                |
|  |   | • |   |  | Dachstein                | Train | Dachstein           |                                                |
|  |   | • |   |  | Duttlenheim              | Train | Duttlenheim         |                                                |
|  |   | • |   |  | Duppigheim               | Train | Duppigheim          |                                                |
|  |   | • |   |  | Entzheim-Aéroport        | Train | Entzheim            |                                                |
|  |   | • |   |  | Holtzheim                | Train | Holtzheim           |                                                |
|  |   | • |   |  | Lingolsheim              | Train | Lingolsheim         |                                                |
|  |   | • |   |  | Route d'Eckbolsheim      | Train | Strasbourg          |                                                |
|  |   | • |   |  | Molkenbronn              | Train | Strasbourg          |                                                |
|  |   | • |   |  | Strasbourg Gare Centrale | Tram  | Strasbourg          | tram A C D - bus G H - SNCF dont TER Grand Est |
|  |   | • |   |  | Faubourg de Saverne      | Tram  | Strasbourg          | tram C                                         |
|  |   | • |   |  | Homme de Fer             | Tram  | Strasbourg          | tram A B C D F                                 |
|  |   | • |   |  | Place Broglie            | Tram  | Strasbourg          | tram B C F                                     |
|  | • | • | • |  | République               | Tram  | Strasbourg          | tram B C E F                                   |
|  |   |   | • |  | Parc du Contades         | Tram  | Strasbourg          | tram B E                                       |
|  |   |   | • |  | Lycée Kléber             | Tram  | Strasbourg          | tram B E                                       |
|  |   |   | • |  | Wacken                   | Tram  | Strasbourg          | tram B E                                       |
|  |   |   | • |  | Parlement européen       | Tram  | Strasbourg          | tram E                                         |
|  |   |   | • |  | Droits de l'Homme        | Tram  | Strasbourg          | tram E                                         |
|  |   |   | • |  | Robertsau Boecklin       | Tram  | Strasbourg          | tram E                                         |
|  | • |   |   |  | Gallia                   | Tram  | Strasbourg          | tram C E F                                     |
|  | • |   |   |  | Université               | Tram  | Strasbourg          | tram C E F                                     |
|  | • |   |   |  | Observatoire             | Tram  | Strasbourg          | tram C E F                                     |
|  | • |   |   |  | Place d'Islande          | Tram  | Strasbourg          | tram F                                         |

## Exploitation

### Généralités
La ligne Strasbourg - Bruche - Piémont des Vosges était prévue comme une ligne de tram-train qui aurait fonctionné de 5 h 30 à 23 h 30, tous les jours de l'année, à l'aide de tram-trains de type Citadis Dualis.

### Offre projetée
Depuis Strasbourg, la fréquence projetée sur le tronçon commun était au quart-d'heure avec une alternance entre les branches Gresswiller et Barr.
En période de pointe, l'offre additionnelle aurait été la circulation de deux tram-trains semi-directs par heure en renfort des circulations habituelles. Ainsi, il y aurait de ce fait :
- un tram-train omnibus toutes les demi-heures reliant le cœur de Strasbourg à Gresswiller ;
- un tram-train omnibus toutes les demi-heures reliant le cœur de Strasbourg à Barr ;
- un tram-train semi-direct entre Strasbourg-Gare Centrale et Molsheim par heure reliant le cœur de Strasbourg à Gresswiller ;
- un tram-train semi-direct entre Strasbourg-Gare Centrale et Molsheim par heure reliant le cœur de Strasbourg à Barr.

Trois trains directs reliant chaque heure la gare centrale de Strasbourg à Sélestat, Rothau et Saint Dié auraient envisagés.

### Trafic escompté
La ligne tram-train devait transporter entre 20 000 et 25 000 voyageurs par jour.

## Coût du projet
En 2012, le coût prévisionnel du projet tram-train Strasbourg - Bruche - Piémont des Vosges était estimé à 300M€ :
- 94M€ pour le tunnel permettant l’interconnexion entre le réseau ferré national et la portion CTS (Tramway)[11] ;
- 50M€ pour la modernisation de la ligne de Strasbourg à Molsheim ;
- 40 à 50M€ d'euros pour la livraison de 10 à 12 matériels roulants.